# Alte Werkstatt (New Lanark)

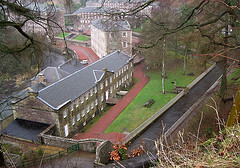
Die Alte Werkstatt von New Lanark

Die Alte Werkstatt von New Lanark ist die ehemalige Mechanikwerkstatt der schottischen Industriesiedlung New Lanark in der Council Area South Lanarkshire. 1971 wurde das Bauwerk in die schottischen Denkmallisten in der höchsten Denkmalkategorie A aufgenommen. Außerdem ist es Teil des Weltkulturerbes New Lanark.

## Geschichte
In der Mitte der 1780er Jahre ließen David Dale und dessen Nachfolger Robert Owen den Wollmühlenkomplex New Lanark erheblich erweitern. Owen ließ 1806 die Mechanikwerkstatt im Zusammenhang mit der Einrichtung der gegenüberliegenden ehemaligen Gießerei errichten. Damit wurde New Lanark weitgehend unabhängig von externen Versorgern. Einige Teile wurden auch für andere Mühlbetriebe gefertigt. So wurde beispielsweise 1811 ein Mühlrad für die Stanley Mills in Perthshire gefertigt.

## Beschreibung
Die Gebäudezeile erstreckt sich am Südostrand des Komplexes. Sie liegt zwischen der ehemaligen Gießerei im Westen und dem Mühlkanal von New Lanark im Osten. An einer Geländestufe gelegen, ist die ehemalige Werkstatt an der Westseite dreistöckig, während sie an der Ostseite nur zwei Stockwerke aufragt. Ihre ostexponierte Frontseite ist 17 Achsen weit. Das Mauerwerk besteht aus Bruchstein mit Natursteineinfassungen. Der leicht heraustretende Mittelrisalit ist klassizistisch ausgestaltet und schließt mit einem Dreiecksgiebel. Entlang der Fassaden sind 16-teilige Sprossenfenster verbaut. Mit der gegenüberliegenden Alten Gießerei ist die ehemalige Werkstatt über mehrere Bögen verbunden. An diesen wurden einst größere Bauteile zur Endmontage eingehängt. Das abschließende Satteldach ist mit grauem Schiefer eingedeckt.
Im Innenraum sind verschiedene Originalelemente erhalten. Hierzu zählen Holztüren, hölzerne Böden und gruppierte Stahlpfeiler.